# Galapagia
Galapagia är ett släkte av bönsyrsor. Galapagia ingår i familjen Thespidae.
Kladogram enligt Catalogue of Life:
| Galapagia | \| \| Galapagia amazonica \| \| \| \| \| \| Galapagia peruana \| \| \| \| \| \| Galapagia solitaria \| \| \| \| |
|           | \| \| Galapagia amazonica \| \| \| \| \| \| Galapagia peruana \| \| \| \| \| \| Galapagia solitaria \| \| \| \| |
|           | Galapagia amazonica                                                                                             |
|           | |
|           | Galapagia peruana                                                                                               |
|           | |
|           | Galapagia solitaria                                                                                             |
|           | |